# Colin McRae Rally
Colin McRae Rally, recent denumită Dirt sau Colin McRae Rally and Dirt, este o serie de jocuri video de curse automobilistice dezvoltată și distribuită de Codemasters.
| Joc                      | Metacritic                                                                   |
| ------------------------ | ---------------------------------------------------------------------------- |
| Colin McRae Rally        | (PC) 77% (PS1) 82%                                                           |
| Colin McRae Rally 2.0    | (GBA) 80/100 (PC) 83/100 (PS1) 90/100                                        |
| Colin McRae Rally 3      | (PC) 82% (PS2) 86/100 (Xbox) 86/100                                          |
| Colin McRae Rally 04     | (PC) 87/100 (PS2) 85% (Xbox) 84/100                                          |
| Colin McRae Rally 2005   | (PC) 83/100 (PS2) 84% (PSP) 72% (Xbox) 83/100                                |
| Colin McRae: Dirt        | (PC) 84/100 (PS3) 83/100 (X360) 83/100                                       |
| Colin McRae: Dirt 2      | (DS) 73/100 (PC) 89/100 (PS3) 87/100 (PSP) 55/100 (Wii) 51/100 (X360) 87/100 |
| Dirt 3                   | (PC) 86/100 (PS3) 87/100 (X360) 87/100                                       |
| Dirt: Showdown           | (PC) 72/100 (PS3) 75/100 (X360) 75/100                                       |
| Colin McRae Rally (2013) | (iOS) 69/100                                                                 |
| Dirt Rally               | (PC) 86/100 (PS4) 85/100 (XONE) 86/100                                       |
| Dirt 4                   | (PC) 78/100 (PS4) 85/100 (XONE) 86/100                                       |
| Dirt Rally 2.0           | (PC) 86/100 (PS4) 84/100 (XONE) 82/100                                       |
| Dirt 5                   | (PC) 72/100 (PS4) 79/100 (PS5) 80/100 (XONE) 83/100 (XSX) 81/100             |

Seria a apărut în 1998, odată cu primul joc Colin McRae Rally și a avut un succes critic și comercial datorită faptului că a fost catalogată drept un pionier al jocurilor video realistice de curse. Seria este numită după pilotul Colin McRae (Campionatul Mondial de Raliuri) care a oferit asistență tehnică în timpul dezvoltării seriei.

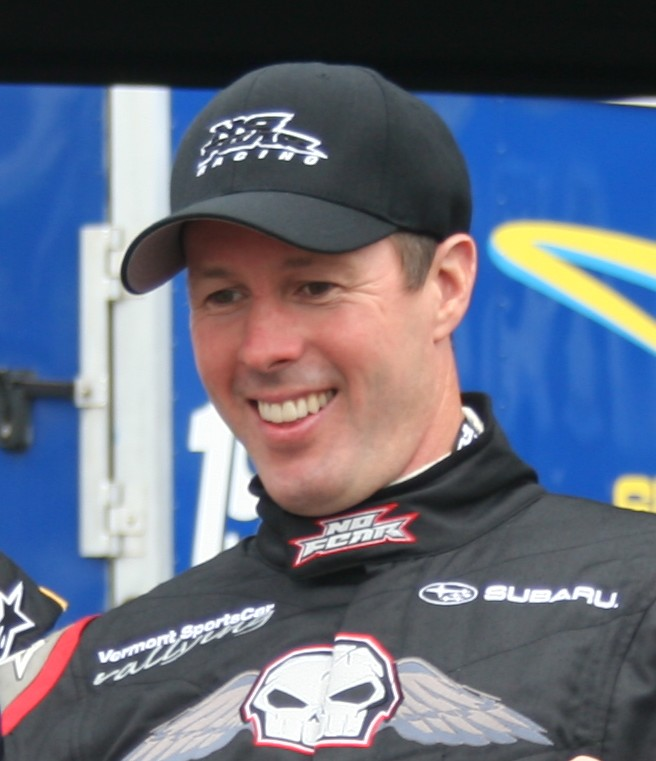
Colin McRae

## Lista jocurilor
- Colin McRae Rally - joc pentru platformele PC și PlayStation, ianuarie 1998
- Colin McRae Rally 2.0
- Colin McRae Rally 3
- Colin McRae Rally 04
- Colin McRae Rally 2005
- Colin McRae: Dirt
- Colin McRae Rally Mac
- Colin McRae: Dirt 2 - noiembrie 2008
- Dirt 3 - apărută la 24 mai 2011, dar numele Colin McRae n-a fost folosit în titlu
- Dirt: Showdown - programat să apară în mai 2012
- Dirt Rally - apărut in 2015
- Dirt 4 (2017)
- Dirt Rally 2.0 (2019)
- Dirt 5 (2020)